# مقام أبي الدرداء (الأردن)
مقام الصحابي أبي الدرداء، ويقع في بلدة سوم على بعد 15 كم من مدينة إربد، وهو عبارة عن بناء قديم صغير في داخله ضريح يُنسب إلى الصَّحابي أبو الدرداء، إلا أنّ كتب التاريخ تذكر أنّ وفاته كانت في دمشق «وله فيها مقامٌ معلوم» وأنّه زار الإسكندرية، وعلى ذلك فيُعتبر هذا «مقامًا» وليس «ضريحًا» ولم يُدفن فيه.

## طالع أيضًا
- مقام أبي الدرداء (الإسكندرية).
- ضريح أبي الدرداء (دمشق).